# Tartuffe

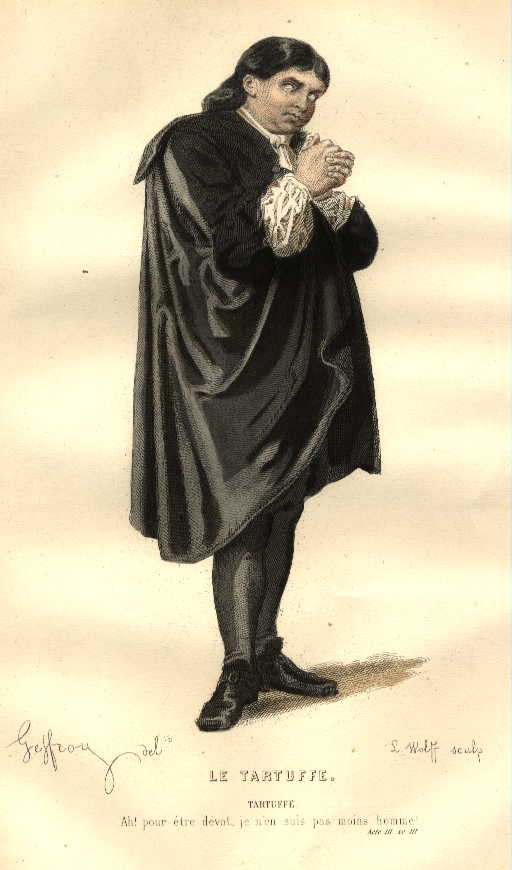
Tartuffe – Darstellung aus dem 19. Jahrhundert

Der Tartuffe oder Der Betrüger (Originaltitel: Le Tartuffe ou L’Imposteur) ist eine in Versen gefasste Komödie in fünf Akten des französischen Dichters Molière. Sie wurde am 12. Mai 1664 in einer ersten Version unter dem Titel Der Tartuffe oder der Heuchler (Le Tartuffe ou L'Hypocrite) im Beisein des Sonnenkönigs im Schloss Versailles uraufgeführt. Sie löste auf Grund ihrer drastischen und für die damalige Zeit revolutionären Kritik an religiösem Heuchlertum einen Theaterskandal aus, der zum Verbot des Stücks führte. Auch eine zweite Fassung von 1667 wurde verboten. Erst eine im Handlungsverlauf deutlich geänderte dritte Fassung, die am 5. Februar 1669 im Palais Royal in Paris uraufgeführt wurde, erhielt die Unterstützung Ludwigs des XIV. und entging somit der Zensur. Diese dritte Fassung ist die heute geläufige; die ersten beiden gelten als verloren.

## Inhalt

### Handlung
Orgon und seine Mutter Pernelle, die mit in seinem Haus wohnt, bewundern den Betrüger Tartuffe (zugleich eine veraltete französische Bezeichnung der Kartoffel), der sich als besonders frommer Mann ausgibt. Pernelle versucht, Orgons Familie von ihren Ansichten zu überzeugen. Seit Tartuffe in Orgons Haus lebt, befolgt dieser alle Ratschläge des Betrügers und beschließt sogar, seine Tochter Mariane mit Tartuffe zu verheiraten, obwohl sie mit Valère verlobt ist. Mariane ist unglücklich über die Entscheidung ihres Vaters, wehrt sich aber nicht direkt. Sie überlässt die Initiative der Dienerin Dorine, die mit Hilfe von Marianes Bruder Damis und ihrer Stiefmutter Elmire die Heiratspläne mit Tartuffe vereiteln will.
Tartuffe trifft zunächst auf Dorine und wird von ihr rüde zurechtgewiesen. Als Elmire erscheint, macht ihr Tartuffe Avancen. Er wird dabei von Damis beobachtet, der gegen Elmires Willen seinem Vater, der gerade nach Hause kommt, diese Szene berichtet. Orgon glaubt seinem Sohn nicht, da Tartuffe geschickt Reue heuchelt. Stattdessen enterbt Orgon Damis und beschließt, Tartuffe seinen gesamten Besitz zu überschreiben. Nach einem erfolglosen Versuch von Orgons Schwager Cléante, Tartuffe zur Rede zu stellen, will Elmire ihrem Mann beweisen, dass Damis recht hat und Tartuffe tatsächlich in sie verliebt ist. Orgon willigt ein, sich unter dem Tisch zu verstecken, während Elmire Tartuffe zu sich bittet und vorgibt, ihn ebenfalls zu lieben. Tartuffe geht sofort auf ihr Angebot ein, Elmire schickt ihn für kurze Zeit hinaus, um sich mit ihrem Mann zu besprechen. Orgon verliert seine Illusionen in Bezug auf Tartuffe und sieht ihn nun als Heuchler und Betrüger.
Als Tartuffe zurückkommt, stellt Orgon ihn zur Rede und will ihn aus dem Haus werfen, worauf Tartuffe erwidert, er selbst sei nun der neue Hausherr. Im Gespräch mit Elmire kommt Orgon wieder in den Sinn, dass er Tartuffe wichtige Papiere eines Freundes, der flüchten musste, übergeben hat. Erneut tritt Frau Pernelle auf, doch selbst als ihr Orgon Tartuffes wahren Charakter schildert, lässt sie sich nicht von ihren Ansichten abbringen. Erst als Herr Loyal, ein von Tartuffe geschickter Gerichtsvollzieher, der Familie mitteilt, dass sie bis zum nächsten Morgen das Haus räumen muss, erkennt sogar Pernelle in ihm den Betrüger. 
Während die Familie beratschlagt, was zu tun ist, erscheint Valère, der Orgon warnt: Tartuffe hat die Papiere dem König übergeben, der Orgon verhaften lassen will. Als die Familie ihre Flucht plant, taucht Tartuffe in Begleitung eines Polizisten auf. Die Familie wirft Tartuffe alle seine Vergehen vor, und Tartuffe bittet den Polizisten, seinen Auftrag auszuführen. Zu aller Überraschung verhaftet der Polizist jedoch Tartuffe, der ein gesuchter Betrüger ist und mehrere Namen besitzt. Damit ist die Schenkung hinfällig. Orgon erlaubt Mariane, Valère zu heiraten.

### Figuren
Die Figuren dieser Komödie sind alle mehr oder weniger stark typisiert. Das Stück gewinnt seine Dynamik zum einen aus seiner Situationskomik und seinem hohen Tempo, zum andern aus Molières Sprache. Die Spannung erwächst weniger aus den Charaktereigenschaften der Figuren als aus dem Konflikt widerstreitender Parteien.
- Madame Pernelle ist Orgons Mutter. Gleich in der ersten Szene hält sie allen ihre Fehler vor, während sie selbst sich für höchst respektabel hält. Obwohl sie Tartuffe anfangs zugeneigt ist, muss sie am Ende einsehen, dass sie sich getäuscht hat.
- Orgon ist Elmires Mann. Seit Tartuffes Auftauchen ist er von "wüstem Wahn befangen" (I, 2) und arbeitet gegen seine eigene Familie, ohne dass es ihm bewusst ist.
- Elmire ist die Frau von Orgon. Sie vertritt als Antipode ihres Mannes das Positive und ist die ordnende Instanz, die zuletzt den Knoten der Verwirrungen lösen kann.
- Damis ist Orgons Sohn. Mit seinem hitzigen Charakter ist er ihm recht ähnlich, doch was er auch anfängt, es löst sich in Luft auf.
- Mariane, Orgons Tochter, ist von ruhigem Gemüt; als das Objekt der Begierden verhält sie sich allerdings reichlich passiv.
- Dorine ist die Zofe und Antipodin von Mariane. Selbst vor Vorgesetzten nimmt sie kein Blatt vor den Mund und gibt Mariane, der sie sehr zugetan ist, Handlungsanweisungen (vgl. II, 4 für ein besonders drastisches Beispiel).
- Valère und Mariane möchten heiraten.
- Cléante ist Elmires Bruder, ein Mann mit kühlem Verstand, wenn ihm auch nicht immer der Erfolg vergönnt ist (z. B. I, 5).
- Tartuffe ist ein religiöser Heuchler, der sich das Vertrauen Orgons erschlichen hat. Er wird zum Zankapfel und zur Belastung für die ganze Familie, nachdem ihn Orgon erst dauerhaft im Hause beherbergt und dann sogar mit seiner Tochter vermählen möchte. Er bleibt als Charakter blass – ein weiteres Indiz dafür, dass Molière ganz allgemein die gängige Heuchelei an den Pranger stellen wollte.

## Molières Absichten

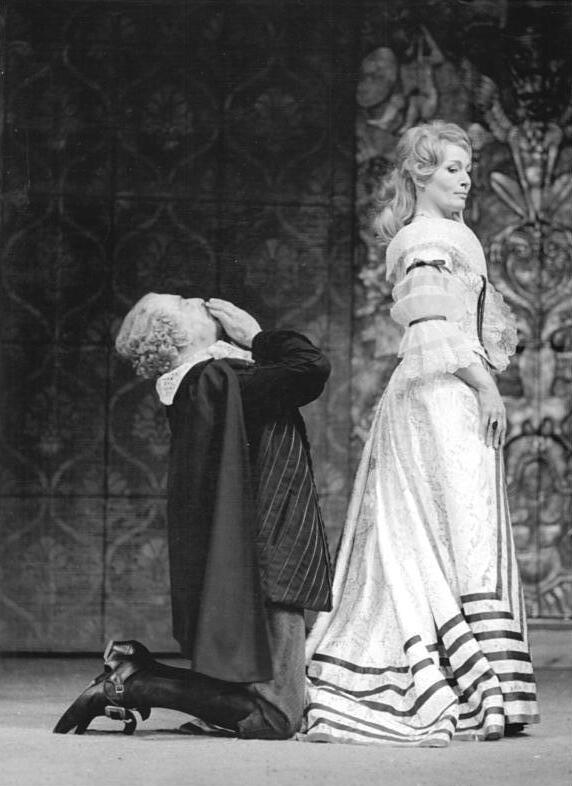
Der Tartüff an den Kammerspielen Ost-Berlin, 30. Dezember 1963, Regie: Benno Besson, Darsteller: Inge Keller (Elmire), Fred Düren (Tartüff)

Als Molière dieses Stück verfasste, griff er damit eine äußerst einflussreiche Partei an: die Frommen (dévots). Unter ihnen befanden sich einerseits Männer, die von ehrlichem Glaubenseifer erfüllt waren, andererseits jedoch auch solche, welche die Macht der Religion zu ihren Gunsten auszunutzen verstanden. Diese zweite Gruppe wird von Molière kritisiert.
Das Stück behandelt nicht nur religiöse Fragen, es schildert eine bürgerliche Familie, die sich Wohlstand erworben hat und ihre soziale Stellung religiös legitimiert. Wie alle Großbürger zeichnet Molière auch Orgon als ziemlich naiv. Seine Kinder behandelt er diktatorisch. Wie in verschiedenen anderen Stücken des Autors kommt das Thema der Zwangsheirat (mariage forcé) zur Sprache.
Die Anspielung auf die Fronde, die Frankreich etwa 15 Jahre zuvor gespalten hat, stellt zeitgeschichtliche Bezüge her. Die Rolle des Königs als deus ex machina erklärt sich nicht zuletzt damit, dass Molière ihm zu Dank verpflichtet ist, da das Stück ohne die Bewilligung von Ludwig XIV., der wie Molière religiöse Fanatiker nicht mochte, kaum hätte aufgeführt werden können.
Besonders an diesem Stück ist, dass der Protagonist erst während des dritten Aktes auftritt. Außer bei Orgon (der von Molière gespielt worden ist) und Tartuffe hat man es mit recht typisierten Charakteren zu tun: naive und ungestüme Kinder (Damis, Mariane und Valère), von der Vernunft geleitete Figuren (Elmire und Cléante), die mit gesundem Menschenverstand gesegnete Dienerin Dorine und die altmodische Mutter des Hausherrn, Madame Pernelle, die zu Molières Zeiten von einem Mann gespielt wurde.
Obwohl das Stück viele typisierte Elemente enthält, bleibt die Infragestellung einer Religion, die sich zur Diktatur entwickeln kann, revolutionär. Zusammen mit Don Juan gehört es zu den Stücken, die am meisten Widerstand hervorgerufen haben. In Neufrankreich sorgten die herrschenden katholischen Kleriker für ein Aufführungsverbot in der gesamten Kolonie, die sog. "Affaire Tartuffe".

## Die Erstversion von 1664
Der Text der Erstversion von 1664 ist unbekannt. Einen oder zwei Tage nach der Uraufführung beschloss Ludwig XIV. auf Antrag seines früheren Lehrers und Beichtvaters Hardouin de Péréfixe, Erzbischof von Paris, Molière die öffentliche Aufführung des Stücks zu verbieten. Nur die fünf Jahre später entstandene Fassung ist bekannt.
Lange waren Fachleute der Ansicht, die Erstversion hätte nur aus den ersten drei Akten bestanden und mit dem Triumph Tartuffes geendet, der die Tochter des Hauses geheiratet, das Familienvermögen an sich genommen und sogar den Wohnsitz der Familie als Geschenk von Orgon erhalten hätte. Seit den 1960er Jahren konnten jedoch Literaturhistoriker zweifelsfrei nachweisen, dass der erste Tartuffe ein vollständiges Stück war, in dem eine seit dem Mittelalter bekannte Erzählung dargestellt wurde, deren Handlung sich auf drei Akte verteilte: „(I) Ein frommer Familienvater nimmt bei sich zu Hause einen Mann auf, der als Verkörperung der perfekten Frömmigkeit erscheint. (II) Dieser verliebt sich in die junge Gattin des Hausherrn und versucht sie zu verführen; sie weist ihn jedoch zurück und weigert sich die Affäre ihrem Mann zu verraten, der von einem Zeugen informiert wird und das Geschehene nicht glauben will. (III) Das blinde Vertrauen des Familienvaters in den Heiligen zwingt nun die Frau, die Heuchelei des Frömmlers zu offenbaren. Es kommt zu einem zweiten Verführungsversuch, worauf der Schuldige des Hauses verwiesen wird.“ Diese erste Version entspräche also dem ersten, dritten und vierten Akt (mit Ausnahme der letzten Szene) der letzten Version, ergänzt um eine Szene aus dem fünften Akt. Mariane und Valère waren in dieser ersten Version nicht vorhanden, und Tartuffe sollte nicht die Tochter des Hauses heiraten, sondern hatte die Heiratspläne für ihren Bruder Damis vereitelt, was den Zorn Damis’ gegenüber Tartuffe zu Beginn des dritten Aktes besser erklären würde.
Auf der Website „Molière21“ ist eine rekonstruierte Fassung der Erstversion von 1664 veröffentlicht worden.

## Bearbeitungen

### Film
Zahlreiche Filme basieren auf dem Tartuffe – in dieser Liste sind lediglich Filme, die sich als Verfilmungen des Dramas verstehen.
Fernsehen
- 1966: Tartuffe, ein schwedischer Film unter der Regie von Hans Dahlin mit Ernst-Hugo Järegård als Tartuffe
- 1969: Tartuffe oder der Betrüger, ein deutscher Film unter der Regie von Otto Tausig
- 1971: Tartuffe, ein französischer Film unter der Regie von Marcel Cravenne
- 1975: Tartuffe, ein französischer Film unter der Regie von Pierre Badel
- 1975: Tartuffe, or The Impostor, ein englischer Film unter der Regie von Bill Alexander
- 1978: Tartuffe, ein US-amerikanischer Film unter der Regie von Kirk Browning
- 1980: Tartuffe ou L'imposteur, ein französischer Film unter der Regie von Jean Pignol
- 1992: Tartyuf, ein russischer Film unter der Regie von Yan Frid
- 1997: Tartuffe – hycklaren, ein schwedischer Film unter der Regie von Sven Strömersten-Holm
- 1998: Tartuffe ou L'imposteur, ein französischer Film unter der Regie von Georges Bensoussan

Kino
- 1925: Tartüff, ein deutscher Stummfilm unter der Regie von Friedrich Wilhelm Murnau
- 1984: Le Tartuffe, ein französischer Film mit Gérard Depardieu als Regisseur und Tartuffe

### Hörspiele
- 1926: Die schönsten Lustspiele der Weltliteratur: Tartüff; Produktion: Süddeutsche Rundfunk AG – Regie: Karl Köstlin
  - Sprecher: Karl Köstlin, Helene Brandt-Schüle, Max Heye, Erna Fassbinder, Philipp Lothar Mayring u. a.

- 1927: Tartüff; Produktion: Nordische Rundfunk AG – Regie: Harald Röbbeling
  - Sprecher: Ernst Pündter, Karl Pündter, Edith Scholz, Konrad Gebhardt, Hans Freundt, Hermann Beyer u. a.

- 1946: Tartuffe; Produktion: Nordwestdeutscher Rundfunk – Regie: Otto Kurth
  - Sprecher: Wolf von Beneckendorff, Gustav Knuth, Thekla Ahrens, Manfred Schuster,	Dagmar Altrichter, Fritz Schröder-Jahn, Inge Meysel u. a.

- 1946: Tartüff; Produktion: Berliner Rundfunk – Regie: Hanns Farenburg
  - Sprecher: Nicht bekannt

- 1946: Tartuffe; Produktion: Südwestfunk – Regie: Karl Peter Biltz
  - Sprecher: Fritz Rémond junior, Ursula Zache, Hans Goguel, Irmgard Weyrather, Rudolf Bechmann, Lieselotte Bellert, Arno Ebert u. a.

- 1948: Tartuffe; Produktion: Südwestfunk – Bearbeitung und Regie: Karl Peter Biltz
  - Sprecher: Hans Magel, Claire Ruegg, Hans Goguel, Hilda Richter, Wolfgang Regentrop, Ruth Weber u. a.

- 1948: Tartuffe; Produktion: RIAS – Regie: Nicht bekannt
  - Sprecher: Nicht bekannt

- 1949: Tartüff; Produktion: Hessischer Rundfunk – Regie: Theodor Steiner
  - Sprecher: Clemens Wilmenrodt, Fränze Roloff, Otto Rouvel, Eva Grohe, Joost Siedhoff, Liselotte Quilling u. a.

- 1949: Tartuffe; Produktion: Hessischer Rundfunk – Regie: Theodor Steiner
  - Sprecher: Siehe vorstehenden Eintrag

- 1954: Tartuffe; Produktion: Nordwestdeutscher Rundfunk – Regie: Oscar Fritz Schuh
  - Sprecher: Walther Suessenguth, Alfred Balthoff, Klaramaria Skala, Peter Lehmbrock, Maria Sebaldt, Tilla Durieux u. a.

- 1955: Tartuffe; Produktion: Rundfunk der DDR – Regie: Werner Wieland
  - Sprecher: Otto Stübler, Peter Dornseif, Lore Schubert, Annegret Golding, Horst Drinda, Lothar Blumhagen u. a.

- 1958: Tartüff; Produktion: Bayerischer Rundfunk – Regie: Helmut Brennicke
  - Sprecher: Max Mairich, Robert Michal, Marianne Wischmann, Ursula Herwig, Klaus Kindler, Ruth Drexel u. a.

- 1963: Der Tartüff; Produktion: RIAS – Bearbeitung und Regie: Hans Lietzau
  - Sprecher: O. E. Hasse, Margarete Haagen, Hans Nielsen, Ruth Hausmeister, Ernst Jacobi, Maria Körber, Eckart Dux u. a.

- 1980: Tartuffe; Produktion: Südwestfunk – Regie: Thomas Köhler
  - Sprecher: Siegfried Meisner, Hans Korte, Ursula Langrock, Willi Kowalj, Monika Kroll, Erika von Thellmann u. a.

- 1981: Kabuff (Tartuffe in kölnischer Mundart); Produktion: Westdeutscher Rundfunk Köln – Bearbeitung (Wort): B. Gravelott; Regie: Manfred Brückner
  - Sprecher: Günther Ungeheuer, Wolfgang Wahl, Gisela Claudius, Ronald F. Stürzebecher, Hildegard Krekel, Lotte Rausch u. a.

### Musiktheater
- Manfred Heyl: Tartuffe, Kammeroper op. 80 (1984)
- Hans-Joachim Marx: Der Tartuffe. Komische Oper [1. Fassung] (Libretto: Horst Reichel) (UA Flensburg 1998)
- Hans-Joachim Marx: Der Tartuffe. Komische Oper [2. Fassung] (Libretto: Stephan Steinmetz) (UA Ulm 2001)
- Kirke Mechem: Tartuffe. Oper in drei Akten (1980)

### Theater
- Tartuffe uff hessisch in "Das verdammte Volkstheater" im Adler Palast in Regie von Wolfgang Deichsel (2015)[7]
- Tartuffe oder Ich glaub' was ich will!!! von Franzobel am Wiener Lustspielhaus in der Regie von Viktoria Schubert (2022)[8]